# Tutti i sospetti su mia madre
Tutti i sospetti su mia madre (Stalked by My Mother) è un film per la televisione statunitense del 2016, diretto da Doug Campbell.
In Italia è andato in onda su Rai 2 il 1º settembre 2018 in prima visione; la prima replica nel 2020.